# Enrico Cassani
Pour les articles homonymes, voir Cassani.
Enrico Cassani (né le 15 février 1972 à Melzo, dans la province de Milan en Lombardie) est un ancien coureur cycliste italien.

## Biographie
Enrico Cassani commence sa carrière professionnelle en 1997. En 2000, il remporte une étape du Tour d'Italie à Feltre en devançant le groupe de seize coureurs échappés dans lequel il se trouve.
L'année suivante, il rejoint l'équipe belge Domo-Farm Frites. En 2002, il s'illustre lors de la campagne flandrienne. En mars, il termine troisième de Kuurne-Bruxelles-Kuurne. En avril, au Tour des Flandres, il aide son leader Johan Museeuw (2e) et finit septième. Sur Paris-Roubaix il attaque dans la tranchée d'Arenberg, puis aide Museeuw à acquérir sa troisième victoire, en compagnie de Max van Heeswijk, et termine dixième.
En novembre 2002, Enrico Cassani s'engage pour 2003 avec l'équipe Alessio. En mars, il fait l'objet de deux contrôles antidopage positifs à l'EPO sur Tirreno-Adriatico et Milan-San Remo et est suspendu par son équipe. En fin de saison, la fédération italienne prononce à son encontre une suspension de un an, courant du 11 juin 2003 au 10 juin 2004.
À la recherche d'une équipe en 2004, il entre en vain en contact avec l'encadrement de l'équipe Vini Caldirola et ne parvient pas à trouver d'employeur.

## Palmarès

### Palmarès amateur
- 1993
  - Coppa Caduti Nervianesi

- 1994
  - Trofeo Mamma e Papà Cioli

- 1995
  - Gran Premio Delfo
  - 3e de Milan-Tortone

- 1996
  - Gran Premio Artigiani Sediai e Mobilieri
  - Trofeo Francesco Gennari
  - 2e du Gran Premio Delfo
  - 2e du Mémorial Vincenzo Mantovani
  - 2e du Circuito Guazzorese
  - 2e du Gran Premio Colli Rovescalesi
  - 2e de la Coppa d'Inverno
  - 3e de la Medaglia d'Oro Città di Monza

### Palmarès professionnel
- 1999
  - 2e des Quatre Jours de Dunkerque

- 2000
  - 12e étape du Tour d'Italie

- 2002
  - 3e de la Classic Haribo
  - 3e de Kuurne-Bruxelles-Kuurne
  - 7e du Tour des Flandres
  - 10e de Paris-Roubaix

- 2003
  - 2e du Trophée Pantalica

## Résultats sur les grands tours

### Tour de France
3 participations
- 2000 : abandon (12e étape)
- 2001 : 143e
- 2002 : 124e

### Tour d'Italie
4 participations
- 1997 : 106e
- 1998 : hors-délai (17e étape)
- 1999 : 69e
- 2000 : 76e, vainqueur de la 12e étape

### Tour d'Espagne
1 participation
- 1999 : abandon (14e étape)